# Jimmy Binning
Ian „Jimmy” Binning (Blantyre, 1927. július 25. – 1991) skót labdarúgóhátvéd.

## Pályafutása

### Klubcsapatokban
1948 és 1951 között az Arbroath, 1951 és 1959 között a Queen of the South labdarúgója volt.

### A válogatottban
A skót válogatott tagjaként részt vett az 1954-es labdarúgó-világbajnokságon.